# ビアフォ氷河
ビアフォ氷河(ビアフォひょうが、英: Biafo Glacler)は、カラコルム山脈中央部のパンマー・ムスターグ山脈西端に広がるスノー・レークから発し、南東へ流れてブラルド川に合流する氷河である。全長は約60キロメートル。
1861年にゴドウィン・オースティンが初めてこの氷河をさかのぼり、1892年にはコンウェーはフンザ川から東へヒスパー氷河をさかのぼり、ヒスパー峠を越えてビアフォ氷河を下る探検を行った。1908年にワークマン夫妻が、1937年と1939年にエリック・シプトンがビアフォ氷河に入り、スノー・レーク一帯、シム・ガング氷河、バインタ・ルクパル氷河など、源流域やおもな支氷河群を詳しく調査した。